# HAPPYパンチ!
『HAPPYパンチ!』（ハッピーパンチ）は、2013年4月1日からLuckyFM茨城放送で放送されているワイド番組である。
番組タイトルには、「辛いことなんか、PUNCH（パンチ）で吹き飛ばしてHAPPY（ハッピー）になろう！なんとかなるよ！」という制作サイドからのメッセージが込められている。

## 放送時間

### 現在の放送時間
- 月曜 - 金曜 9:00 - 13:00 (2020年4月 - )

### 過去の放送時間
- 月曜 - 金曜 9:00 - 12:55 (2017年4月 - 2021年3月)
- 月曜 - 金曜 9:00 - 12:50 (2013年4月 - 2017年3月)

## 出演者
特記の無い人物は全員LuckyFM茨城放送アナウンサー。
パーソナリティ
月曜・火曜：KATSUMI （ミュージシャン）、水曜:イマヤス （ミュージシャン、スキップカウズ）、木曜:京太朗 （ミュージシャン、京太朗と晴彦）、金曜：たかとりじゅん（フリーアナウンサー）
アシスタント
月曜：小菅玲菜、火曜：茂木雅世（アーティスト・ライター）、水曜：くまきもえ（F-FactoryJapan所属）、木曜：山口あや（フリーアナウンサー）、金曜：菊地真衣

### パーソナリティ（P）・アシスタント（A）の変遷
※2024年10月1日放送より、新体制で放送開始される。
|                                 | 月                | 火                | 水             | 木             | 金             |
| ------------------------------- | ----------------- | ----------------- | -------------- | -------------- | -------------- |
| 第1期（2013年4月 - 2022年9月）P | KATSUMI           | KATSUMI           | たかとりじゅん | たかとりじゅん | たかとりじゅん |
| 2013年度A                       | 宮田英里          | 宮田英里          | 田中里実       | 新口絢子       | 新口絢子       |
| 2014年度A                       | 宮田英里→菊地真衣 | 宮田英里→菊地真衣 | 田中里実       | 木村仁美       | 木村仁美       |
| 2015年度A                       | 佐藤彩希          | 有働文子          | 菊地真衣       | 老子知歩       | 元田芳         |
| 2016年度A                       | 佐藤彩希          | 佐藤彩希          | 元田芳         | 元田芳         | 菊地真衣       |
| 2017年度A                       | 佐藤彩希          | 佐藤彩希          | 元田芳         | 元田芳         | 菊地真衣       |
| 2018年度A                       | 元田芳→金川恵理   | 元田芳→金川恵理   | 山下真保子     | 山下真保子     | 菊地真衣       |
| 2019年度A                       | 金川恵理          | 大島千穂          | 水越恭子       | 山下真保子     | 菊地真衣       |
| 2020年度A                       | 大島千穂          | 大島千穂          | くまきもえ     | 山下真保子     | 菊地真衣       |
| 2021年度A                       | 山下真保子        | 大島千穂          | くまきもえ     | 蓑輪史織       | 菊地真衣       |
| 2022年度上半期A                 | 蓑輪史織          | 大島千穂          | くまきもえ     | 山口あや       | 菊地真衣       |
| 第2期（2022年10月 - ）P         | KATSUMI           | KATSUMI           | イマヤス       | 京太朗         | たかとりじゅん |
| 2022年度下半期A                 | 大島千穂          | 蓑輪史織          | くまきもえ     | 山口あや       | 菊地真衣       |
| 2023年度A                       | 煙山ゆう          | くまきもえ        | くまきもえ     | 山口あや       | 菊地真衣       |
| 2024年度A                       | 小菅玲菜          | くまきもえ        | くまきもえ     | 山口あや       | 菊地真衣       |
| 2024年度下半期A                 | 小菅玲菜          | 茂木雅世          | くまきもえ     | 山口あや       | 菊地真衣       |

## タイムテーブル
2023年7月現在。
- 09:00 オープニング
- 09:10 LuckyFMニュース
- 09:13 LuckyFM天気予報
- 09:20 ジャパネットたかたラジオショッピング
- 09:27 LuckyFM交通情報
- 09:30 交通安全指導取締情報
- 09:35 JAさわやかモーニング（月曜 - 木曜）、いばらきコープのわいわい広場 (金曜）
- 09:56 LuckyFM天気予報
- 10:00 PANCH TOPICS!!
- 10:15 快適生活ラジオショッピング
- 10:30 LuckyFM交通情報
- 10:35 知っていますか？クスリのお話（月曜）、行方の魅力発信広報番組「なめトーク」（第2・4金曜）
- 10:45 日本の歌・こころ歌（火曜・水曜）
- 10:56 LuckyFM天気予報
- 11:00 スクーピーレポート（不定期）
- 11:10 防災のチカラ（火曜）、もぎたて！ケーズ商品情報（第1・3水曜）、らじぷら情報局（第2・4水曜）
- 11:17 HAPPYウェザーニュース（月曜）
- 11:20 水戸赤十字病院の今日もおだいじに（金曜）
- 11:30 LuckyFM交通情報
- 11:33 交通安全指導取締情報
- 11:35 ぼくの作文わたしの作文
- 11:40 快適生活ラジオショッピング
- 11:55 ラジオ県だより
- 12:00 ミュージックオブメモリー
- 12:15 Buy Now（月曜）、納得健康（火曜・金曜）、耳より健康便り（水曜）、わくわくお届け便（木曜）
- 12:30 LuckyFMニュース
- 12:33 LuckyFM天気予報
- 12:35 交通安全指導取締情報
- 12:40 HAPPY TREND JOURNAL（第1・2・3・5月曜）、#今日のシワ伸ばし（第4月曜）